# Trigonopyren nitidulus
Trigonopyren nitidulus là một loài thực vật có hoa trong họ Thiến thảo. Loài này được Bremek. miêu tả khoa học đầu tiên năm 1963.